# كارثاغ (نيويورك)
كارثاغ (بالإنجليزية: Carthage, New York)‏ هي منطقة سكنية تقع في الولايات المتحدة في مقاطعة جيفيرسون. يقدر عدد سكانها بـ 3,747 نسمة ومساحتها 6.9 كم2 وترتفع عن سطح البحر 234 متر.

## التركيبة السكانية
حدّد مكتب تعداد الولايات المتحدة بيانات التركيبة السكانية لكارثاغ في تعداد الولايات المتحدة. في ما يلي، التركيبة السكانية حسب تعدادي 2000 و2010.

### تعداد عام 2000
بلغ عدد سكان كارثاغ 3,721 نسمة بحسب تعداد عام 2000، وبلغ عدد الأسر 1,417 أسرة وعدد العائلات 956 عائلة مقيمة في القرية. في حين سجلت الكثافة السكانية 554.5 نسمة لكل كيلومتر مربع (1,436.1/ميل2). وبلغ عدد الوحدات السكنية 1,626 وحدة بمتوسط كثافة قدره 242.3 لكل كيلومتر مربع (627.6/ميل2).
وتوزع التركيب العرقي للقرية بنسبة 91.32% من البيض و4.27% من الأمريكيين الأفارقة و0.21% من الأمريكيين الأصليين و1.05% من الأمريكيين ذوي الأصول الآسيوية و0.05% من سكان جزر المحيط الهادئ و1.10% من الأعراق الأخرى و1.99% من عرقين مختلطين أو أكثر و2.69% من الهسبانيون أو اللاتينيون من أي عرق.
بلغ عدد الأسر 1,417 أسرة كانت نسبة 37.9% منها لديها أطفال تحت سن الثامنة عشر تعيش معهم، وبلغت نسبة الأزواج القاطنين مع بعضهم البعض 49.1% من أصل المجموع الكلي للأسر، ونسبة 14.9% من الأسر كان لديها معيلات من الإناث دون وجود شريك، بينما كانت نسبة 3.5% من الأسر لديها معيلون من الذكور دون وجود شريكة وكانت نسبة 32.5% من غير العائلات. تألفت نسبة 27.2% من أصل جميع الأسر من عدة أفراد يعيشون في نفس المنزل ونسبة 12.6% كانت تتألف من شخص يعيش بمفرده يبلغ من العمر 65 عاماً أو أكثر. وبلغ متوسط حجم الأسرة المعيشية 2.53، أما متوسط حجم العائلات فبلغ 3.08.
بلغ العمر الوسطي للسكان 34.2 عاماً. وكانت نسبة 28.3% من القاطنين تحت سن الثامنة عشر، وكانت نسبة 9% بين الثامنة عشر والرابعة والعشرين عاماً، ونسبة 28.5% كانت واقعةً في الفئة العمرية ما بين الخامسة والعشرين والرابعة والأربعين عاماً، ونسبة 19.3% كانت ما بين الخامسة والأربعين والرابعة والستين، ونسبة 11.4% كانت ضمن فئة الخامسة والستين عاماً فما فوق. يوجد لكل 100 أنثى 94.2 ذكر، ويوجد لكل 100 أنثى في الثامنة عشر من عمرها فما فوق 88.6 ذكر.
بلغ متوسط دخل الأسرة في القرية 24,583 دولارًا، أما متوسط دخل العائلة فبلغ 32,083 دولارًا. وكان متوسط دخل الذكور 31,397 دولارًا مقابل 18,713 دولارًا للإناث. وسجل دخل الفرد الخاص بالقرية 13,029 دولارًا. وكانت نسبة 18.6% من العائلات ونسبة 23.5% من السكان تحت خط الفقر، وكان من هؤلاء نسبة 33.8% تحت سن الثامنة عشر ونسبة 14.4% في الخامسة والستين من العمر وما فوق.

### تعداد عام 2010
بلغ عدد سكان كارثاغ 3,747 نسمة بحسب تعداد عام 2010، وبلغ عدد الأسر 1,474 أسرة وعدد العائلات 953 عائلة مقيمة في القرية. في حين سجلت الكثافة السكانية 558.4 نسمة لكل كيلومتر مربع (1,446.2/ميل2). وبلغ عدد الوحدات السكنية 1,616 وحدة بمتوسط كثافة قدره 240.8 لكل كيلومتر مربع (623.7/ميل2).
وتوزع التركيب العرقي للقرية بنسبة 89.97% من البيض و3.76% من الأمريكيين الأفارقة و0.48% من الأمريكيين الأصليين و1.60% من الأمريكيين ذوي الأصول الآسيوية و0.24% من سكان جزر المحيط الهادئ و1.44% من الأعراق الأخرى و2.51% من عرقين مختلطين أو أكثر و4.62% من الهسبانيون أو اللاتينيون من أي عرق.
بلغ عدد الأسر 1,474 أسرة كانت نسبة 39.1% منها لديها أطفال تحت سن الثامنة عشر تعيش معهم، وبلغت نسبة الأزواج القاطنين مع بعضهم البعض 42.9% من أصل المجموع الكلي للأسر، ونسبة 17.2% من الأسر كان لديها معيلات من الإناث دون وجود شريك، بينما كانت نسبة 4.6% من الأسر لديها معيلون من الذكور دون وجود شريكة وكانت نسبة 35.3% من غير العائلات. تألفت نسبة 29.9% من أصل جميع الأسر من عدة أفراد يعيشون في نفس المنزل ونسبة 10.8% كانت تتألف من شخص يعيش بمفرده يبلغ من العمر 65 عاماً أو أكثر. وبلغ متوسط حجم الأسرة المعيشية 2.44، أما متوسط حجم العائلات فبلغ 3.01.
بلغ العمر الوسطي للسكان 31.3 عاماً. وكانت نسبة 28% من القاطنين تحت سن الثامنة عشر، وكانت نسبة 11.2% بين الثامنة عشر والرابعة والعشرين عاماً، ونسبة 28% كانت واقعةً في الفئة العمرية ما بين الخامسة والعشرين والرابعة والأربعين عاماً، ونسبة 19.9% كانت ما بين الخامسة والأربعين والرابعة والستين، ونسبة 12.9% كانت ضمن فئة الخامسة والستين عاماً فما فوق. وتوزع التركيب الجنسي للسكان بنسبة 47.2% ذكور و52.8% إناث.

## أعلام
- جو هورنونغ
- جون كاربنتر